# Центральний університет Еквадору
Центральний університет Еквадору (ісп. Universidad Central del Ecuador) — найстаріший державний університет Еквадору.

## Історія
Сучасний університет було утворено після приєднання 1769 року до Університету Кіто (також відомого як Університет Святого Григорія Великого, заснованого єзуїтами 1651 року) Університету Святого Фульхенсія (заснованого августинцями 1586 року) та Університету Святого Фоми Аквінського (заснованого домініканцями 1681 року).
Після створення республіки Велика Колумбія її конгрес 18 березня 1826 року проголосив створення кількох центральних університетів, у тому числі й у Кіто.

## Структура

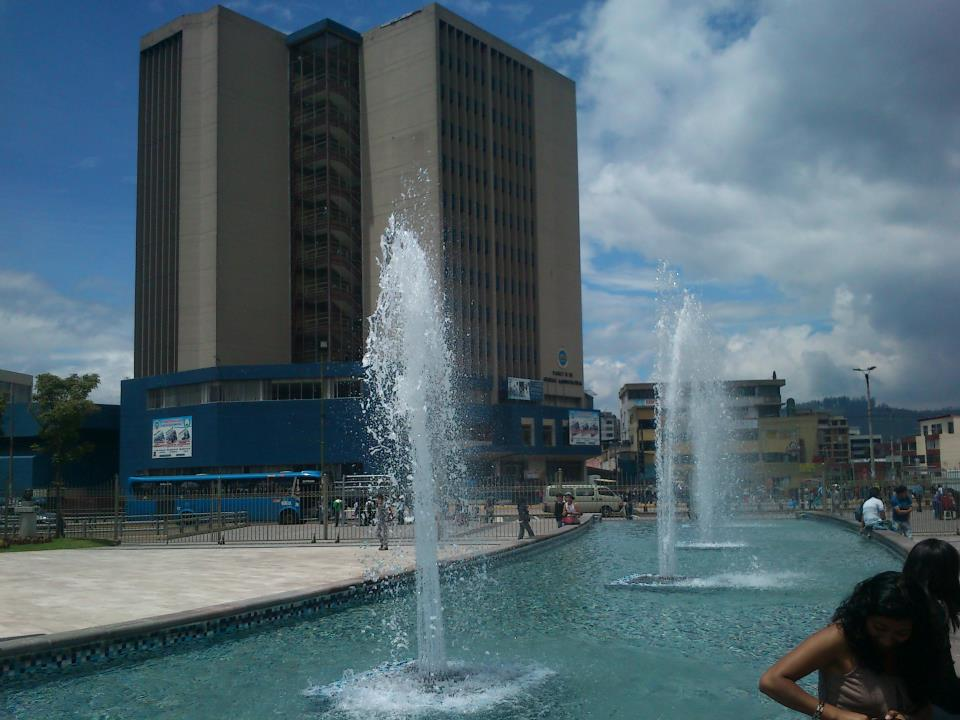
Факультет управління

Нині у складі Університету діють такі факультети:
- архітектури і містобудування
- мистецтв
- управління
- агрономії
- хімічної інженерії
- економіки
- інженерної справи, фізики та математики
- геології та землезнавства
- юридичних, політичних і суспільних наук
- медицини
- стоматології
- психології
- фармакології
- філософії та педагогічних наук
- громадських зв'язків
- ветеринарної медицини

## Відомі випускники
- Габріель Гарсія Морено — президент Еквадору у 1859—1865 та 1869—1875 роках
- Хосе Марія Веласко Ібарра — президент Еквадору у 1934—1935, 1944—1947, 1952—1956, 1960—1961 та 1968—1972 роках.